# Carlene Hightower
Carlene Hightower (* 22. April 1986 in Philadelphia, Pennsylvania) ist eine US-amerikanische Basketballspielerin.
Sie spielte in Drexel Hill, PA für das Archbishop Prendergast's Basketball Team in der High-School. Von dort wechselte sie ins College-Team der La Salle Universität in Philadelphia. Sie wurde überwiegend auf der Position des Guard eingesetzt.
Nach ihrem Wechsel 2008 zum deutschen Meister TSV 1880 Wasserburg wurde sie erfolgreich als Flügelspielerin eingesetzt. Hightower wurde Top-Scorerin der Bundesligasaison 2008/2009 mit 608 erzielten Punkten.
In der Folgesaison spielte Carlene Hightower weiterhin in der 1. Damen-Basketball-Bundesliga beim Herner TC. Zur Saison 2010/2011 wurde sie bis Dezember 2010 wieder vom TSV Wasserburg verpflichtet. Im Januar 2011 wechselte Hightower dann zum damaligen Tabellenführer der 1. deutschen Bundesliga, dem BC Marburg. Mit Marburg konnte die 1,80 m große Spielerin in der Bundesligarunde Platz 1 und im Deutschen Pokalwettbewerb den 3. Platz erreichen. Nach der Saison wurde sie vom BC Marburg nicht weiterverpflichtet. Im November 2014 kam Hightower zurück nach Deutschland, wo sie der Erstligaaufsteiger TuS Bad Aibling Fireballs in seinen Kader holte.